# Peter Herlings
Peter Herlings   (Gemert, c. 1956) és un antic pilot de motocròs neerlandès que protagonitzà una llarga carrera, al llarg de la qual participà com a membre de l'equip nacional neerlandès en diverses edicions del Motocross des Nations i el Trophée des Nations i aconseguí diversos èxits al seu país. Nascut al Brabant del Nord, terra de grans pilots com ara Jan Clijnk, Broer Dirkx, Frans Sigmans, Pierre Karsmakers i Kees van der Ven, Herlings era, com tots ells, un gran especialista en pistes de sorra. Un dels seus circuits preferits era el de Sint Anthonis, ben a prop de casa seva, on aconseguí molt bons resultats, entre ells una victòria al Motocross der Azen de 1978. El seu fill, Jeffrey Herlings, ha estat quatre vegades Campió del Món de motocròs.

## Trajectòria esportiva
Peter Herlings debutà en competició el 1970 amb una Flandria de 50 cc. Les dues temporades següents aconseguí dos campionats consecutius de la GeLimBra (associació motociclista de Gelderland, Limburg i Brabant) en aquesta cilindrada, el darrer dels quals amb una Kreidler. Aquell mateix any, 1972, canvià de moto i de cilindrada i passà a pilotar Bultaco, Aspes i Yamaha, fins que el 1973 passà a córrer amb KTM en diverses cilindrades i guanyà el Campionat de 500cc de la GeLimBra. No trigà a canviar i el mateix any passà a Maico, marca per a la qual va córrer des d'aleshores fins al 1981, especialment en la cilindrada dels 500cc.
El 1974 començà a participar al Campionat dels Països Baixos, organitzat per la KNMV, i el 1975 aonseguí el seu dorsal fix dins aquest campionat, l'H17. Durant aquells anys, acumulà experiència tot participant en nombroses curses a França. El març de 1976 acabà segon al Motocross der Azen, només un punt per darrere de Brad Lackey i davant de Graham Noyce. A finals de temporada, al Motocross des Nations, celebrat també a Sint Anthonis, va obtenir-hi els millors resultats individuals de la selecció neerlandesa (quart i tercer, per darrere de campions com Guennady Moiseev, Roger De Coster i Heikki Mikkola), cosa que va enfilar la seva selecció fins al segon lloc general, darrere de Bèlgica. El 1977, un altre cop al Motocross der Azen, en va guanyar dues de les tres mànegues (l'altra la va perdre en retirar-se per avaria a la suspensió). El 12 de març de 1978, finalment, va aconseguir la seva sonada victòria a Sint Anthonis després de superar el vigent campió del món, Heikki Mikkola.
Durant aquella època va rebre una oferta de KTM, però la var rebutjar perquè estava molt a gust amb la Maico, marca amb què va continuar fins que, el 1982, l'abandonà i competí aquella temporada amb Suzuki i els dos anys següents amb Yamaha. El 1985 tornà a canviar, aquest cop a Honda, on romangué fins al final de la seva carrera, el 1993. Ja retirat, es mantingué en actiu uns anys més i participà als campionats de la MON (Motorsport Organisatie Nederland) entre el 1994 i el 2000, arribant a guanyar-ne quatre títols durant aquest període.

## Palmarès al Campionat del Món
Font:
| Any  | Motocicleta | 500cc |  |
| ---- | ----------- | ----- |  |
| 1977 | Maico       | 20è   |  |
| 1978 | Maico       | 19è   |  |
| 1979 | Maico       | 34è   |  |
| 1980 | Maico       | 21è   |  |
| 1981 | Maico       | -     |  |
| 1982 | Suzuki      | -     |  |
| 1983 | Yamaha      | 37è   |  |
| 1984 | Yamaha      | 38è   |  |
| 1985 | Honda       | 34è   |  |
| 1986 | Honda       | 29è   |  |
|      |             |       |  |
| 1991 | Honda       | 37è   |  |
| 1992 | ?           | -     |  |
| 1993 | Honda       | 41è   |  |